# Cobb Mountain
Cobb Mountain est une montagne de Californie aux États-Unis qui s'élève à 1 440 m d'altitude. Il est le point culminant des monts Mayacamas.